# Astragalus molybdenus
Astragalus molybdenus är en ärtväxtart som beskrevs av Rupert Charles Barneby. Astragalus molybdenus ingår i släktet vedlar, och familjen ärtväxter. Inga underarter finns listade i Catalogue of Life.